# 土器王紀
『土器王紀』（どきおうき）は、バンプレストより1995年12月22日に発売されたPlayStation用アドベンチャーゲーム。開発はスタジオDEWS。2011年7月6日よりゲームアーカイブスにて配信開始。

## ゲーム内容

### 目的
「異世界を救うために土器王を復活させる」というのがゲーム当初の目的。
しかしパッケージに「旅立とう、ふしぎの異世界紀行」とあるように、異世界を巡り、土器の世界を楽しむことをメインに制作されている。

### システム
登場するもの全てが土器で出来ている土器人たちの世界「エスパッシ」が舞台。生物だけでなく植物、建物まで全て土器で出来ている。
プレーヤーは元いた「ウニバル」という宇宙から土器王を復活させるためにこの世界に呼び出されたという設定。土器王国を移動して気になる場所を調査し、鍵となる「アイテム」を入手、使用することで行動範囲を広げていく。
またプレイヤーが見聞きした世界の情報を記録する「メモ」というシステムを活用し、土器人とコミュニケーションを図ることで新たな情報を入手することができる。
マルチエンディングが用意されており、選択次第では元の世界に戻るエンディングから、主人公が土器になるエンディングもある。

## 登場キャラクター
全てのキャラクターは土器人なので全員土器である。多くの土器人が登場する。
主人公
「ウニバル」から土器人たちの「エスパッシ」に呼び出される。
ケマポン
主人公をサポートする土器人。
テルミナス
関西弁を話す、ケマポンの上司。
ビブリオ、リテラ、ノチカ
土器人の司書。ヒントを与えてくれる。
キュラ
寺院の司祭長。

## 他機種版
| No. | 発売日         | 対応機種                                                  | タイトル | 開発元       | 発売元                 | メディア     | 型式 | 売上本数 | 備考 |
| --- | -------------- | --------------------------------------------------------- | -------- | ------------ | ---------------------- | ------------ | ---- | -------- | ---- |
| 1   | - 2011年7月6日 | PlayStation 3 PlayStation Portable （ゲームアーカイブス） | 土器王紀 | スタジオDEWS | バンダイナムコゲームス | ダウンロード | -    | -        | -    |

## スタッフ
- ビジュアル・デザイン：林弘幸
- シナリオ原案、ゲーム・デザイン：沼田康博
- 音楽、効果音：梅野貴和、高橋克行、さいとうみさこ
- プログラム：上原克之、岩野拓也
- CGディレクター：田中孝司
- CG制作：今村桂子、小林功児、高根寿明、本多宏行、森泉仁智
- プロデューサー：小高忠男
- スペシャル・サンクス：鶴田隆司、石川肇、人見一枝

## 評価
- ゲーム誌『ファミコン通信』の「クロスレビュー」では7・7・8・8の合計30点（満40点）でシルバー殿堂入りを獲得[1]、『Play Station Magazine』の読者投票による「ゲーム通信簿」での評価は以下の通りとなっており、21.2点（満30点）となっている[2]。また、1998年に刊行されたゲーム誌『超絶 大技林 '98年春版』（徳間書店）では、「住民がすべて土器という美しい異世界『エスパッシ』を観光旅行の気分でまわることができるアドベンチャーゲーム」と紹介されている[2]。

| 項目 | キャラクタ | 音楽 | お買い得度 | 操作性 | 熱中度 | オリジナリティ | 総合 |
| 得点 | 3.8        | 3.5  | 3.4        | 3.3    | 3.3    | 4.1            | 21.2 |